# Freineda
Freineda is een plaats (freguesia) in de Portugese gemeente Almeida en telt 269 inwoners (2001).